# Peter Form
Peter Form (* 19. Januar 1931) ist ein deutscher Eisenbahn- und Luftfahrtingenieur sowie Hochschullehrer.

## Leben
Form promovierte 1963 an der TU Braunschweig bei Hermann Lagershausen. 1973 habilitierte er sich bei Klaus Pierick am Institut für Eisenbahnwesen und Verkehrssicherung an wurde anschließend dort als Professor und Abteilungsleiter für „Sicherung im Luftverkehr und elektronische Verkehrssicherung“ ernannt. Er arbeitete 22 Jahre lang in zwei Sonderforschungsbereichen (SFB 58 und 212) sowie weitere sechs Jahre in einer Forschergruppe der Deutschen Forschungsgemeinschaft (DFG). 1996 wurde er emeritiert.
Form war maßgeblich an der Entwicklung der linienförmigen Zugbeeinflussung beteiligt, ein System, das bis heute das Bahnfahren insbesondere im Hochgeschwindigkeitsbereich sichert. Als Berater der Deutschen Flugsicherung und des Bundesverkehrsministeriums hat er den weltweiten Standard für bordgestützte Kollisionsschutzsysteme (ACAS/TCAS) der Internationalen Zivilluftfahrtorganisation ICAO maßgeblich mit entwickelt; diese Kollisionsschutzsysteme finden sich heute in jedem Verkehrsflugzeug und haben die Sicherheit des Luftverkehrs wesentlich erhöht.

## Publikationen
- Die Zug- und Streckensicherung von Eisenbahnen durch impulsverarbeitende Systeme. Dissertation, TU Braunschweig, 1963.
- Digitale Synchronisation für zeitsynchrone Kollisionsschutzsysteme in der Luftfahrt. Habilitationsschrift, TU Braunschweig, 1974.